# 法乌利亚
法乌利亚（義大利語：Fauglia），或译为福利亚，是意大利托斯卡纳大区比萨省的一个市镇。总面积42平方公里，人口3516人，人口密度83.7人/平方公里（2009年）。ISTAT代码为050014。